# 삼례도서관
삼례도서관은 전북특별자치도 완주군에 있는 공립 도서관이다.

## 연혁
- 1996년 6월 28일 개관.